# Ravelo
Ravelo è un comune (municipio in spagnolo) della Bolivia nella provincia di Chayanta (dipartimento di Potosí) con 23.194 abitanti (dato 2010).

## Cantoni
Il comune è suddiviso in 6 cantoni.
- Antora
- Huaycoma
- Pitantora
- Ravelo
- Tomoyo
- Toroca